# 卡拉科約
卡拉科約是玻利維亞的城鎮，位於該國西部，由奧魯羅省負責管轄，距離首府奧魯羅40公里，海拔高度3,791米，每年平均降雨量約400毫米，2001年人口4,412。

## 外部連結
- National Institute of Statistics in Bolivia

17°38′13″S 67°13′07″W / 17.6369°S 67.2186°W